# 明度

孟塞尔色彩模型中的三种色相。在相同的色相中，从上到下展现不同的色彩明度。与前一列相比，每列的颜色感知发生了巨大变化。

在色度学和色彩理论中，明度（lightness）也称色值或色调，是色彩的明暗、深浅、浓淡的程度；在物理学中，为描述物体或光源表面相对明暗特性的一个参量，是颜色的三属性之一。
直观上，在颜色系统中、同样的照明条件下，以白板作为基准或与同样亮的白色物体相比，对物体表面的视知觉特性给予分度。例如：在同一色系里色彩有深有浅，浅者明度高，深者明度低。又如：物体表面对光的反射越高，其明度越高，白色明度最高，黄色其次，黑色明度最低。

## 简介
在各种色彩模型中，对此色彩属性都有明确的术语。在 Munsell 和 HSV 色彩模型中，使用术语色值表示此属性。而 HSL 色彩模型、 HCL 色彩空间和 CIELAB 色彩空间使用术语明度表示此属性。
在其中一些色彩模型中（如Munsell、HCL 和 CIELAB），明度或色值使用的是绝对数值。例如，在 Munsell 中，明度值为0的颜色是纯黑色，明度值为10的颜色是纯白色。所有可辨别的色彩，明度值必须介于这两个值之间。
在 HSL 和 HSV 色彩模型中，明度或色值使用的是相对数值。两个系统都使用三维坐标表示色彩。在 HSV 色彩模型中，所有三维坐标值为0的表示为纯黑色。当色相和饱和度保持不变时，增加这个数值会增加色彩明度。当色相和饱和度保持不变时，设定明度值为 1 为此色彩明度最高的状态。 HSL 类似，只是明度数值为 1 时色彩为纯白色。在这两种色彩模型中，当色彩具有相同的明度和饱和度时，绝对明度由色相决定：黄色比蓝色更亮。
在减色（例如，颜料）中，可以通过分别向颜色添加白色或黑色来实现色调变化。当然，这也同时降低了色彩饱和度。 明暗对照法 和 暗色调主义 都利用明度的戏剧性对比来增强艺术的戏剧性。艺术家也可以上阴影色调，微妙的操控色彩明度。

## 明度和人类感知
使用 HSL、HSV 或类似的色彩模型，因其忽略了颜色外观的复杂性，很好的服务于色彩管理。例如选择单一颜色。在计算历史上的某个时间（1970 年代高端图形工作站或 1990 年代中期消费者台式机），当更复杂的色彩模型在计算上过于昂贵时，计算机色彩空间的使用会权衡计算速度和人类视觉感知相关性。 
HSL 和 HSV 是 RGB 颜色模型的简单变换。HSL 和 HSV 保留了与人类视觉感知无关的 RGB 立方体中的对称性，使其 R ，G 和 B 角与中性轴等距，并围绕中性轴等距分布。如果我们在更为照顾到感知均匀的色彩空间（例如CIELAB ）中绘制 RGB 色域，则很明显红色、绿色和蓝色具有不同的明度或饱和度，及不均匀分布的色相。此外，不同的 RGB 显示器使用不同的原色，因此具有不同的色域。因为 HSL 和 HSV 是纯粹参考某些 RGB 空间定义的，所以它们不是绝对颜色空间：要精确指定颜色不仅需要报告 HSL 或 HSV 值，还需要报告它们所基于的 RGB 空间的特征，包括使用中的伽马校正。
如果我们拍摄一张图像，提取图像色相、饱和度和明度值，然后将它们与色彩科学家定义的不同色彩空间的明度数值进行比较。我们可以迅速地从视觉上得出差异。例如，以下喷火表演的图像（图 1），原始图像采用 sRGB 色彩空间。 CIELAB 中的 L * 值是 CIE 定义的消色差明度值（仅取决于感知消色差明度Y ，但不取决于从中派生 sRGB 颜色空间本身的CIE XYZ 颜色空间的混合色分量 X 或 Z ），并且很明显，这在感知明度上与原始彩色图像相似。明度（ Y' ，一些视频编码系统（如 Y'IQ 和 Y'UV）的伽马编码明度分量）大致相似，但在高色度时略有不同，它与真正的消色差明度（如明度Y）偏差最大（线性），或类似的消色差L *（感知均匀和非线性），并受色度色度（ x ， y ，或等效地， CIELAB 的 a* ， b* ）的影响。 HSL色彩空间中的 L 值和 HSV色彩空间中的 V 值与感知明度明显不同。

## 明度和相对明度的关系
长期以来，孟塞尔值一直被用作感知统一的明度标度。一个有趣的问题是孟塞尔值标度和相对明度之间的关系。意识到韦伯-费希纳定律，孟塞尔评论说“我们应该使用对数曲线还是平方曲线？” 事实证明，这两种选择都不完全正确。科学家们最终收敛到大致立方根曲线，与史蒂文斯的明度感知幂律一致，反映了明度与每单位时间每根神经纤维的神经冲动数量成正比的事实。 本节的其余部分是明度近似的年表，最终产生了 CIELAB 。
标记 – 孟塞尔的 V 数值从 0 到 10，而 Y 数值通常从 0 到 100（解释为百分比）。通常，相对明度被归一化，以便“白色参考值”（例如氧化镁Y = 100的三色值。由于氧化镁 (MgO) 相对于完美反射漫射器的反射率为 97.5%，因此V = 10对应于Y = 100/97.5% ≈ 102.6

## 其他心理影响
这种非线性方式对明度的主观感知是使图像的伽瑪校正可行的一件事。除了这种现象之外，还有其他涉及明度感知的影响。正如亥姆霍兹-科尔劳施效应所描述的那样，色度会影响感知的明度。尽管 CIELAB 空间和相关性没有考虑这种对明度的影响，但它可能隐含在孟塞尔颜色模型中。与浦肯野效应一样，光照水平也可能影响感知色度。

## 相关内容
- 色调和阴影